# جيني جونسون
جيني جونسون هي لاعب هوكي الحقل كندية، ولدت في 9 يناير 1979.